# Winthemia aurifrons
Winthemia aurifrons är en tvåvingeart som beskrevs av Guimaraes 1972. Winthemia aurifrons ingår i släktet Winthemia och familjen parasitflugor. Inga underarter finns listade i Catalogue of Life.